# King's Cup 2009
De 39ste editie van het voetbaltoernooi de King's Cup werd gehouden van 21 januari tot en met 23 januari 2009 in Thailand. De eerste editie van deze competitie werd gespeeld in 1968. Deze editie van de King's Cup wordt officieel aan het eind van het Thaise voetbalseizoen gespeeld in oktober 2008, maar werd uitgesteld tot begin 2009.

## Deelnemende teams
- Thailand
- Noord-Korea
- Libanon
- Denemarken

### Halve finale
|            |            |       |             |                         |
| 21 januari | Denemarken | 1 – 0 | Noord-Korea | Surakul Stadion, Phuket |
| 21 januari | Rieks 22'  |       |             | Surakul Stadion, Phuket |

|            |                       |       |            |                         |
| 21 januari | Thailand              | 2 – 1 | Libanon    | Surakul Stadion, Phuket |
| 21 januari | Dangda 11' Nutnum 22' |       | 51' El Ali | Surakul Stadion, Phuket |

## Finale
|                        |                    |       |                          |                                                                          |
| 23 januari 19:00 UTC+7 | Denemarken         | 2 – 2 | Thailand                 | Surakul Stadion, Phuket Toeschouwers: 15.000 Scheidsrechter: Sura Sriart |
| 23 januari 19:00 UTC+7 | Olsen 35' Ilsø 90' |       | 66' (pen.) 81' Suksomkit | Surakul Stadion, Phuket Toeschouwers: 15.000 Scheidsrechter: Sura Sriart |

|                                          |       | strafschoppen                              |  |
| Stokholm Rasmussen Bernburg Ilsø Poulsen | 5 – 3 | Suksomkit Thonglao Sangsanoi Viwatchaichok |  |